# ゆのみの湯
ゆのみの湯（ゆのみのゆ）は、北海道苫小牧市にある日帰り入浴施設。
苫小牧市錦大沼公園の一角にあるオートリゾート苫小牧アルテン内にある。

## 施設
お風呂
- サウナ風呂・寝湯・打たせ湯・露天風呂（源泉掛け流し）

館内
- フロント、無料休憩室、レストラン、売店、マッサージコーナー、ゲームコーナー

宴会場